# Galão

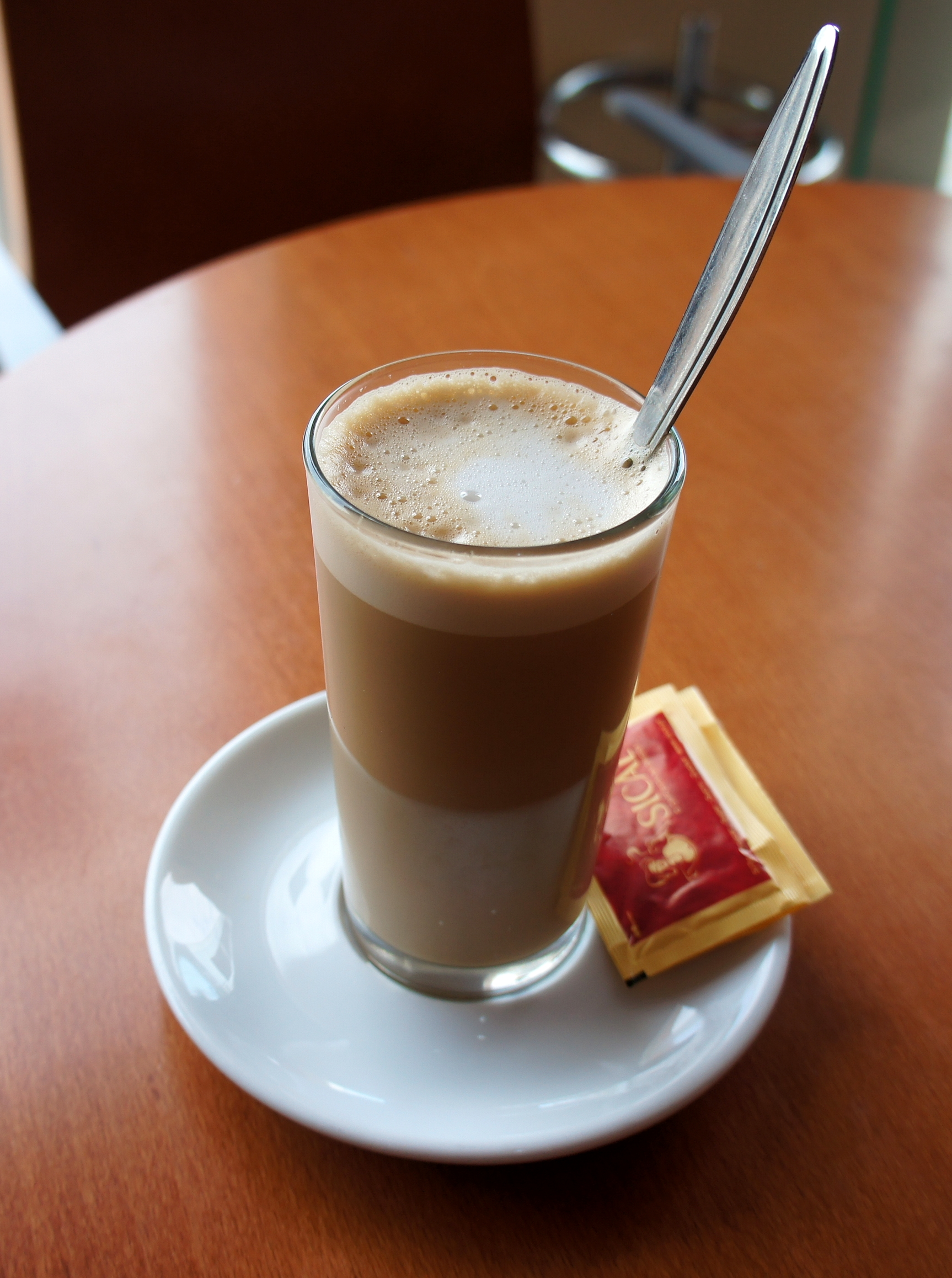
Galão podávané na Madeiře

Galão je kávový nápoj původem z Portugalska. Skládá se z jedné třetiny z espressa a ze dvou třetin z napěněného mléka, ve vysoké sklenici.